# Lang-8
Lang-8（らんげーと）は、かつて存在していた言語学習者向けの相互添削型ソーシャル・ネットワーキング・サービス (SNS)。株式会社Lang-8が運営していた。

## 概要
学習中の言語で日記を書くと、その言語を母国語とする人が添削をしてくれた。また、自分の母国語を学習する人の日記を添削することも出来た。
会員数は40万人を超えた。日本発のWEBサービスであったが、ユーザー同士が相互に学習するという特徴上、日本語以外を母国語とするユーザーがある程度必要だったため、まずは海外での広報に力を入れた。結果、約7割のユーザーが日本語以外の言語を母国語としていた（2012年8月時点）。
2017年2月以降、新規ユーザー登録ができなくなった。2023年12月1日に、2024年2月末でのサービス終了を発表した。2024年2月29日にサービスを終了した。

## 特徴

### 対応言語
画面表示は次の言語から選択できた。
- 英語
- スペイン語
- フランス語
- ドイツ語
- ポルトガル語
- ロシア語
- ポーランド語
- クロアチア語
- アラビア語
- 日本語
- 中国語簡体字
- 中国語繁体字
- 朝鮮語
- タイ語
- タガログ語

プロフィールでの母国語・学習言語・日記を書く際の添削言語の指定は、次の言語から選択できた。
- 英語
- 広東語
- 台湾語
- 中国語
- アイスランド語
- アイヌ語
- アイルランド語
- アゼルバイジャン語
- アフリカーンス語
- アラビア語
- アルバニア語
- アルメニア語
- イタリア語
- イディッシュ語
- インドネシア語
- ウェールズ語
- ウクライナ語
- ウズベク語
- ウルドゥー語
- エストニア語
- エスペラント語
- オランダ語
- カタルーニャ語
- ギリシャ語
- クメール語
- クロアチア語
- グルジア語
- ゲール語
- サンスクリット語
- シンハラ語
- ジャワ語
- スウェーデン語
- スペイン語
- スラブ語
- スロバキア語
- スロベニア語
- スワヒリ語
- セルビア語
- タイ語
- タガログ語
- タミル語
- チェコ語
- チベット語
- 朝鮮語
- テルグ語
- デンマーク語
- トルコ語
- トンガ語
- ドイツ語
- 日本語
- ノルウェー語
- ハイチ語
- ハワイ語
- ハンガリー語
- バスク語
- パンジャブ語
- ヒンディー語
- ビハール語
- フィンランド語
- フランス語
- ブルガリア語
- ヘブライ語
- ベトナム語
- ベンガル語
- ペルシア語
- ボスニア語
- ポーランド語
- ポルトガル語（ブラジルポルトガル語）
- マケドニア語
- マラーティー語
- マレーシア語
- モンゴル語
- ラオス語
- ラテン語
- ラトヴィア語
- リトアニア語
- ルーマニア語
- ロシア語

メールは日本語・英語・中国語・朝鮮語に対応していた。

### タグ機能
母語話者の添削・コメント箇所にタグをつけて管理ができ、繰り返し参照して学習ができた。

## 歴史
- 2007年、当時、京都大学工学部に在学していた喜洋洋がサービスを開始した。6月29日には喜洋洋が代表取締役となって株式会社Lang-8を設立した。
- 2009年8月21日 WISH2009で2位 ITmedia賞受賞
- 2009年12月12日 忘年会議2009 究極のウェブランキングで2位を受賞
- 2024年2月29日 サービス終了